# Michał Hồ Đình Hy
Św. Michał Hồ Đình Hy (wiet. Micae Hồ Đình Hy) (ur. ok. 1808 r. w Nhu Lâm, prowincja Thừa Thiên-Huế w Wietnamie – zm. 22 maja 1857 r. An Hòa, prowincja Quảng Nam w Wietnamie) – męczennik, święty Kościoła katolickiego.
Rodzice Michała Hồ Đình Hy byli chrześcijanami. Michał Hồ Đình Hy był najmłodszym z ich 10 (lub 12) dzieci. W wieku 20 lat ożenił się z chrześcijanką Łucją Tân, z którą miał dwóch synów i trzy córki. Michał Hồ Đình Hy stał się bogatym kupcem zajmującym się handlem jedwabiem. W wieku 21 lat otrzymał tytuł mandaryna, a następnie został mianowany superintendentem królewskich wytwórni jedwabiu. Był jednym z niewielkiej grupy zaufanych urzędników, podróżujących za granicę w celach handlowych do Singapuru i Malezji. Jego najstarszy syn Thịnh postanowił zostać księdzem i Michał Hồ Đình Hy pomógł mu odbyć studia za granicą, tak że po pewnym czasie Thịnh mógł otrzymać upragnione święcenia kapłańskie. Michał Hồ Đình Hy wspomagał miejscowych biedaków oraz pomagał francuskim i portugalskim misjonarzom w podróżach pod pozorem oficjalnych interesów. Z powodu swojej aktywności chrześcijańskiej został za zgodą króla Wietnamu aresztowany, a następnie został ścięty. Był ostatnim wysokim urzędnikiem straconym w czasie panowania dynastii Nguyễn.
Dzień wspomnienia: 24 listopada w grupie 117 męczenników wietnamskich.
Beatyfikowany 2 maja 1909 r. przez Piusa X. Kanonizowany przez Jana Pawła II 19 czerwca 1988 r. w grupie 117 męczenników wietnamskich.